# Camponotus kelleri
Camponotus kelleri é uma espécie de inseto do gênero Camponotus, pertencente à família Formicidae.